# Siberische gierzwaluw
De Siberische gierzwaluw (Apus pacificus) is een vogel uit de familie van de gierzwaluwen (Apodidae).

## Verspreiding en leefgebied
De soort telt twee ondersoorten:
- A. p. pacificus: van Siberië tot Kamtsjatka, noordelijk China en Japan.
- A. p. kanoi: van zuidoostelijk Tibet tot oostelijk China en Taiwan.